# CVS Health
CVS Health (wcześniej CVS Caremark Corporation) – amerykańska firma branży farmaceutycznej i zdrowotnej z siedzibą w Woonsocket, w hrabstwie Providence, w stanie Rhode Island, zarządzająca ponad 7800 aptekami CVS Pharmacy i Longs Drugs. Firma jest właścicielem CVS/caremark, jednej z największych amerykańskich firm obsługujących świadczenia recept farmaceutycznych (pharmacy benefit management) oraz CVS/minuteclinick, sieci szybkich przychodni (walk-in clinic) przy aptekach CVS/pharmacy. W roku 2014 CVS Health zajęła 35. miejsce na liście największych światowych firm Fortune Global 500 oraz 12. miejsce w rankingu największych firm amerykańskich Fortune 500.